# Serkan Asan
Serkan Asan (Akçaabat, 28 aprile 1999) è un calciatore turco, difensore dell'Iğdır.

## Caratteristiche tecniche
È un terzino destro.

## Carriera
È cresciuto nel settore giovanile del Trabzonspor.

## Statistiche
Statistiche aggiornate al 7 novembre 2019.

### Presenze e reti nei club
| Stagione        | Squadra         | Campionato      | Campionato | Campionato | Coppe nazionali | Coppe nazionali | Coppe nazionali | Coppe continentali | Coppe continentali | Coppe continentali | Altre coppe | Altre coppe | Altre coppe | Totale | Totale | Totale |
| Stagione        | Squadra         | Comp            | Pres       | Reti       | Comp            | Pres            | Reti            | Comp               | Pres               | Reti               | Comp        | Pres        | Reti        | Pres   | Reti   |        |
| --------------- | --------------- | --------------- | ---------- | ---------- | --------------- | --------------- | --------------- | ------------------ | ------------------ | ------------------ | ----------- | ----------- | ----------- | ------ | ------ | ------ |
| 2018-2019       | 1461 Trabzon    | 3L              | 29         | 1          | CT              | 5               | 0               |                    | -                  | -                  |             | -           | -           | 34     | 1      |        |
| 2019-2020       | Trabzonspor     | SL              | 2          | 0          | CT              | 1               | 0               | UEL                | 3                  | 0                  |             | -           | -           | 6      | 0      |        |
| Totale carriera | Totale carriera | Totale carriera | 31         | 1          |                 | 6               | 0               |                    | 3                  | 0                  |             | -           | -           | 40     | 1      |        |

## Palmarès

### Competizioni nazionali
- Campionato turco: 1

Trabzonspor: 2021-2022